# Elizabeth Bowes-Lyon
Dronning Elizabeth af Storbritannien (født Elizabeth Angela Marguerite Bowes-Lyon 4. august 1900 på Belgrave Mansion i London, død 30. marts 2002 i Windsor-slottet, England), også kendt som dronningemoderen, var dronning af Storbritannien fra 1936 til 1952. Hun var gift med Georg 6., der efter sin brors abdikation regerede som konge. Hun var mor til dronning Elizabeth II.

## Tidlige liv
Hun voksede op som yngste datter af Claude Bowes-Lyon (født 1855, død 1944), senere 14. jarl af Strathmore og Kingshorne, og hans hustru Nina Cecilia Cavendish-Bendtinck (født 1862, død 1938). 

## Ægteskab og børn
Den 26. april 1923 giftede hun sig med den senere Georg 6. (født 1895, død 1952) i Westminster Abbey i London. 
Sammen fik de to døtre:
- Prinsesse Elizabeth, den senere dronning Elizabeth II (født 21. april 1926, død 8. september 2022)
- Prinsesse Margaret (født 21. august 1930, død 9. februar 2002).

## Status som royal
Hun var det første eksempel på en ikke-royal person, der giftede sig ind i den britiske kongefamilie.
Da hun blev enke som 51-årig, overtog hendes datter titlen som dronning. Derfor blev hun omtalt som dronningemoderen.